# 苯二酚
苯二酚（benzenediol）即二羟基苯（dihydroxybenzene），苯分子中两个氢原子被两个羟基取代后的衍生物。
化学式为C6H4(OH)2，有以下三个异构体：
- 邻苯二酚（o-benzenediol），又称“儿茶酚”（catechol）；
- 间苯二酚（m-benzenediol），又称“雷琐酚”（resorcinol）；
- 对苯二酚（p-benzenediol），又称“氢醌”（hydroquinone）。

邻苯二酚
间苯二酚
对苯二酚

这三种二元酚的性质很相类似，都有还原性及和三氯化铁发生颜色等反应。它们在染料、药物工业中有重要的用途。